# Grandma's House
Grandma's house est une série télévisée britannique comique, dont l'acteur principal est l'humoriste Simon Amstell, qui est aussi coscénariste de la série avec Dan Swimer. Tous les épisodes sont réalisés par Christine Gernon.
La série est très largement inspirée de la vie de Simon Amstell.

## Diffusion
La première saison est diffusée en 2010 sur la chaîne anglaise BBC Two. La deuxième saison est diffusée en 2012, également sur BBC Two.

## Épisodes

### Saison 1
1. The Day Simon Told His Family About His Important Decision (pas de titre français)
2. The Day Simon Decided It Might Be a Nice Idea to Surprise His Mother with a Gift (pas de titre français)
3. The Day Simon Announced That He Was in Control of the Universe (pas de titre français)
4. The Day Simon Decided He Was Forlorn (pas de titre français)
5. The Day Simon Felt the Family Was Ready to Be Healed (pas de titre français)
6. The Day Simon Finally Found the Strength to Accept That His Mother Was Getting Married (pas de titre français)

### Saison 2
1. The Day Simon Officially Became a Very Good and Totally Employable Actor (pas de titre français)
2. The Day Simon Thought It May Be a Good Idea to Find New Living Arrangements (pas de titre français)
3. The Day Simon Attempted to Express Actual Feelings Just Like a Person (pas de titre français)
4. The Day Simon Was Really Determined to Heal His Grandma's Pain (pas de titre français)
5. The Day Simon Found Himself Back on the Path to Fulfilment and Joy (pas de titre français)
6. The Day Simon and His Family Opened the Door to Acceptance (pas de titre français)